# مستحرة مكورة حرمائية
مستحرة مكورة حرمائية (الاسم العلمي:Thermococcus hydrothermalis) هي نوع من العتائق تتبع جنس المستحرة المكورة من فصيلة المستحرات المكورة.